# 911
Cette page concerne l'année 911  du calendrier julien. Pour l'année 911 av. J.-C., voir 911 av. J.-C.
Pour les articles homonymes, voir 911 (homonymie).
L'année 911 est une année commune qui commence un mardi.

## Événements

### Afrique
- 18 février : Abu abd-Allah est assassiné à Raqqada[1] sur ordre du mahdi Ubaydullah. Ce meurtre déclenche la révolte d'une partie des tribus berbères kharidjites Kutama, puis celle des tribus Zenâtas de Tripolitaine, hostiles aux Fatimides et à leurs alliés. Ubaydullah en vient à bout[2].
- 1er octobre : Tahert, ville sainte du Kharidjisme est détruite par les Fatimides[3] (fin de la dynastie des Rostémides). Sa population se réfugie dans les oasis du Mzab (Ghardaïa, Guerrara et Sedrata).

### Europe
- Avril[4] : Anastase III est élu pape avec l'aide de Théodora dite l'Ancienne (femme du sénateur Théophylacte) et de sa fille Marozie (fin de pontificat en juin 913).
- 9 juin : Constantin VII Porphyrogénète, âgé de 6 ans, est couronné basileus par le patriarche Euthyme[5].
- 20 juillet : bataille de Chartres[6]. Les Vikings remontent l'Eure, assiègent Chartres et sont repoussés par l'évêque Gouteaume et une coalition formée de Robert, duc des Francs, frère du roi Eudes, Richard, duc de Bourgogne et Ebles Manzer, comte de Poitiers ; les Francs font subir une terrible défaite devant Chartres aux envahisseurs danois, conduits par Rollon, qui laissent sur le champ de bataille plus de 6 000 morts[7].
- 8 septembre[8] : le traité de 907 entre les Russes et Constantinople est complété par les obligations que doivent les Russes à l’empereur. Ils signent un pacte de non-agression. Les Byzantins favorisent l’importation d’esclaves amenés par les Russes en octroyant une réduction de moitié du kommerkion (taxe de 10 % sur l’exportation, l’importation et la circulation de marchandises) par une sous-estimation de 50 %. Ces esclaves sont utilisés sur place ou réexportés dans le monde musulman.
- Automne :
  - Le pays de Caux et Rouen sont cédés au chef normand Rollon au traité de Saint-Clair-sur-Epte (duché de Rouen, à l'est de l'Epte) par le roi de France Charles III. Charles le Simple crée ainsi un État tampon entre son royaume et la Bretagne. Les raids dévastateurs décroissent sur le continent. Les Vikings concentrent leurs efforts en Grande-Bretagne et en Irlande[7].
  - L’État normand que fonde Rollon accepte le christianisme. L’archevêque de Rouen peut réintégrer sa cathédrale, les moines de Saint-Ouen reprennent possession de leur couvent. La résistance au christianisme reste forte dans l’extrême ouest du duché, zone où le peuplement scandinave est le plus dense.
  - Rollon est présenté comme un Danois par les premiers historiographes de la Normandie, comme Dudon de Saint-Quentin. Snorri Sturluson voit en Rollon un Norvégien, fils de Rögnvaldr, le jarl de Möre, et l’identifie à Ganga-Hrófr, personnage presque légendaire banni pour avoir commis quelques méfaits en Norvège au retour d’un raid dans les pays de l’Est. Il aurait pris la mer vers les Hébrides avant de se rendre en France pour conquérir la Normandie. Les hommes de Rollon sont pourtant principalement des Danois, dont certains, ceux établis entre Bayeux et l’Orne, auraient résidé assez longtemps dans le nord-est de l’Angleterre, comme l’atteste leur vocabulaire en matière d’agriculture. D’autres viennent d’Écosse ou d’Irlande et sont sans doute des Norvégiens ou des guerriers ayant opéré sous commandement norvégien. Les colons emmènent peu de femmes avec eux et prennent leurs épouses dans la population locale, ce qui accélère leur assimilation. La toponymie ainsi que certains mots de vocabulaire de la navigation attestent de leur présence.
- Octobre : la flotte byzantine d’Himérios est détruite par les Arabes au large de Samos[5].

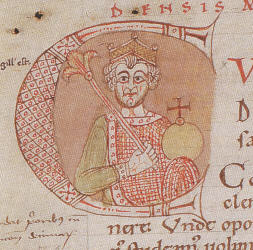
10 novembre : Début du règne de Conrad Ier de Germanie. Codex Eberhardi, Fulda, vers 1150–1160

- 7 - 10 novembre : début du règne de Conrad Ier de Germanie sur la Francie orientale[9]. Formation de l’Allemagne[6] : à la mort de Louis l'Enfant, la dynastie carolingienne s’éteint en Allemagne. Les Grands s’arrogent le droit d’élire son successeur. Conrad Ier, duc de Franconie élu roi de Germanie, lutte contre le duc de Bavière et le duc de Saxe Henri Ier l'Oiseleur.
- 20 décembre  : Charles le Simple donne son premier diplôme pour la Lorraine dans lequel il prend le titre de rex Francorum[10]. Il se proclame ainsi héritier légitime de l’empire et est reconnu par l’aristocratie lotharingienne[6]. Il est l'époux d'une princesse lorraine et prend pour conseiller le comte lorrain Haganon (913), ce qui suscite l’hostilité des Grands[11].

- Æthelflæd, fille d’Alfred le Grand, continue à gouverner la Mercie à la mort de son époux Æthelred (fin en 918)[12].